# Yos Sudarso
Yos Sudarso (Salatiga, 24 novembre 1925 – Mar degli Alfuri, 15 gennaio 1962) è stato un militare indonesiano.
Vice capo di stato maggiore della Marina militare indonesiana, rimase ucciso il 15 gennaio 1962 nella battaglia del Mar degli Alfuri contro gli olandesi, venendo per questo proclamato Eroe nazionale dell'Indonesia.

## Biografia
Nato a Salatiga sull'isola di Giava nelle allora Indie orientali olandesi, nel 1947 Sudarso aderì alla lotta contro il domini coloniale dei Paesi Bassi e combatté nel corso della guerra d'indipendenza indonesiana come ufficiale delle forze armate indipendentiste. Dopo la conclusione del conflitto e la proclamazione della piena indipendenza dell'Indonesia, Sudarso entrò nei ranghi della Marina militare indonesiana, studiano all'accademia navale di Surabaya e ottenendo i gradi di ufficiale. Negli anni 1950 prese parte a varie operazioni militari per la repressione di rivolte interne contro il governo della neonata Indonesia, ottenendo il comando di diverse unità navali; nel 1958 fu anche, per quattro mesi, giudice del tribunale militare.
All'inizio degli anni 1960 Sudarso ricopriva l'incarico di vice capo di stato maggiore della Marina indonesiana, con il grado di commodoro. Nell'ambito delle operazioni militari indonesiane volte a destabilizzare il controllo olandese della colonia della Nuova Guinea Occidentale (operazione Trikora), la sera del 15 gennaio 1962 Sudarso lasciò la base delle Isole Aru al comando di una formazione di tre motosiluranti cariche di incursori da sbarcare dietro le linee nemiche. Avvistata da un velivolo da ricognizione olandese nelle acque del Mar degli Alfuri, la formazione indonesiana venne attaccata da superiori forze nemiche e messa in rotta: la motosilurante Matjan Tutul, a bordo della quale si trovava Sudarso, venne colpita in pieno e affondata da una fregata olandese. Sudarso morì nell'affondamento della nave.
Promosso postumo al grado di viceammiraglio, Sudarso venne proclamato Eroe nazionale dell'Indonesia. In suo onore venne intitolata un'isola (Isola Yos Sudarso) e una baia (baia di Yos Sudarso, già Baia di Humboldt) lungo la costa della Nuova Guinea Occidentale, oltre a due fregate della Marina indonesiana.